# Dicrurus densus
El drongo de Wallacea  (Dicrurus densus) es una especie de ave paseriforme de la familia Dicruridae propia de la Wallacea.

## Distribución y hábitat
Se encuentra en Indonesia y Timor oriental, reproduciéndose en ambos sitios.
Sus hábitats naturales son los bosques bajos húmedos subtropicales o tropicales, manglares subtropicales o tropicales, y bosques montanos subtropicales o tropicales.

## Subespecies
Se reconocen las siguientes 6 subespecies:
- D. densus densus (Bonaparte, 1850)
  - Roti, Timor, Wetar, y Sermata
- D. densus vicinus Rensch, 1928
  - Lombok
- D. densus bimaensis Wallace, 1864
  - Sumbawa, Komodo, Rinca, Flores, Pantar, Alor, y Gunungapi
- D. densus sumbae Rensch, 1931
  - Sumba
- D. densus kuehni E. J. O. Hartert, 1901
  - Islas Tanimbar
- D. densus megalornis G. R. Gray, 1858
  - Gorong, islas Watubela, e islas Kai, en las Molucas del suroeste